# 宮城野部屋

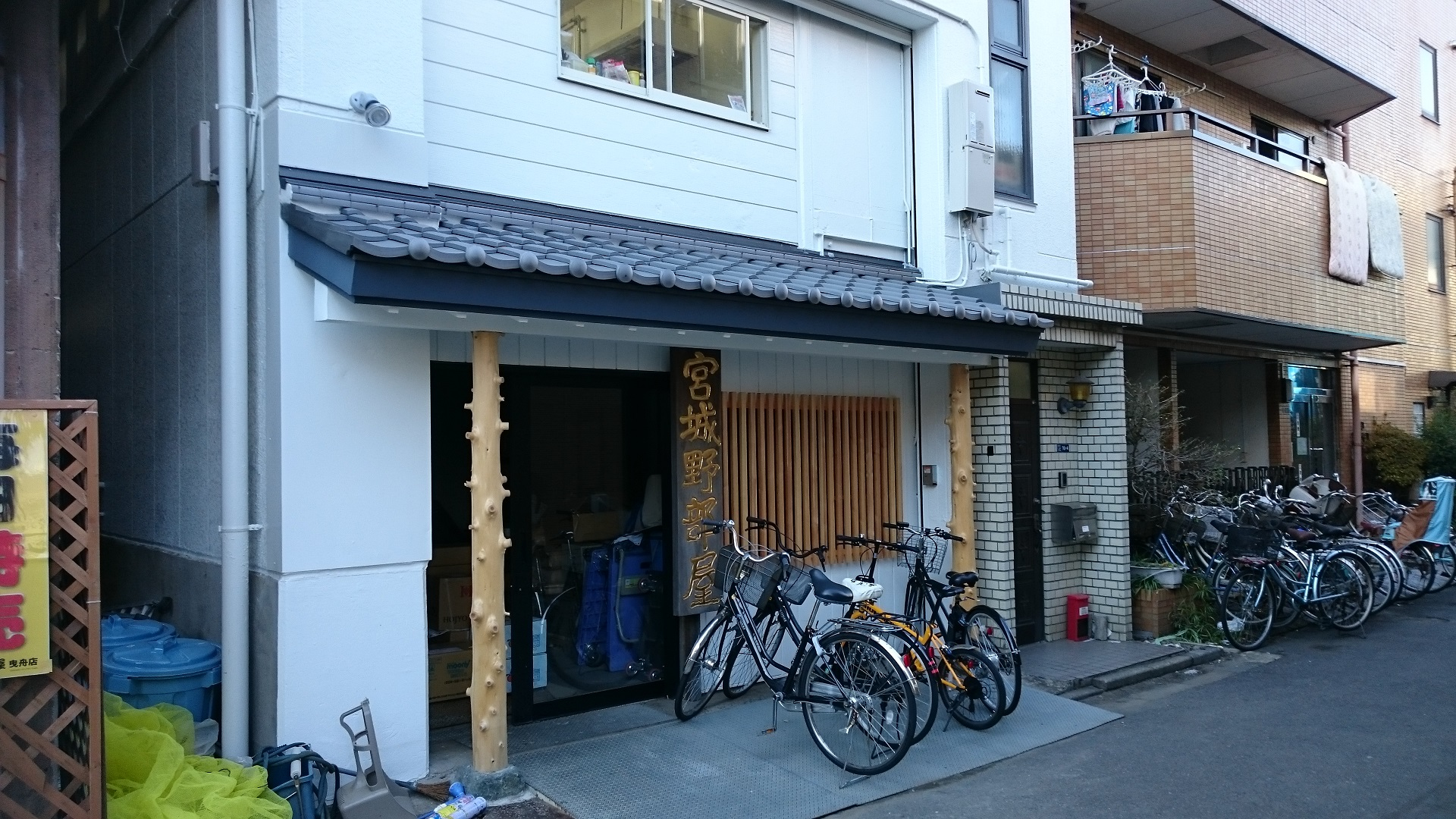
移転前の宮城野部屋

宮城野部屋（みやぎのべや）は、かつて日本相撲協会に存在した伊勢ヶ濱一門所属の相撲部屋。

## 歴史
高嶋部屋の横綱・吉葉山が、1958年（昭和33年）1月場所限りで引退して一代年寄・吉葉山を襲名すると同時に吉葉山道場を創設（同時に福ノ里も吉葉山道場へ移籍）。1960年（昭和35年）に名跡変更を行い8代宮城野を襲名、部屋名が宮城野部屋に改称された。8代は関脇・明武谷や陸奥嵐、小結・廣川など数多くの関取を育て上げた。東京都墨田区横網に部屋を構えた。部屋は総檜造りの白壁の建物で、「吉葉御殿」と呼ばれた。
1977年（昭和52年）11月に8代が逝去したため、同年12月に部屋付きの10代東関（元小結・廣川）が9代宮城野を襲名、部屋を継承した。1980年（昭和55年）9月には墨田区横網から同区緑へ移転した。9代は先代の弟子から引き継いだ幕内・竹葉山や港龍などの関取を育て上げた。
1989年（平成元年）6月に9代が急逝し、部屋付き親方である10代中川（元幕内・竹葉山）が10代宮城野を襲名、部屋を継承した。10代は先代の弟子から引き継いだ幕内・光法や十両・若隼人を、自身の直弟子からはモンゴル出身の白鵬を関取として育て上げた。
2004年（平成16年）8月26日に北の湖部屋（出羽海一門）の金親が、9代宮城野未亡人と養子縁組を行った後にその次女と結婚し、同時に現役を引退して、11代宮城野を襲名して部屋を継承、それまで師匠を務めていた10代は15代熊ヶ谷を襲名して再び部屋付き親方となった。11代が師匠に就任していた時期に、白鵬が横綱へと昇進した他、先代の弟子から引き継いだモンゴル出身の龍皇が関取へ昇進した。
2007年（平成19年）5月に「11代宮城野が知人の女性に対して『（白鵬が初の綱獲りに挑戦した）2006年7月場所で横綱・朝青龍ら4人に計900万円を支払って白鵬に勝たせるよう依頼した』と語った」という内容の記事が講談社『週刊現代』に掲載され、ウェブサイトでは11代宮城野のものと思われる音声の録音が公開された。日本相撲協会は名誉棄損として『週刊現代』を訴え、その裁判自体は協会側が勝訴したものの、11代宮城野の言動が協会の品位を傷つけたものであるとして、2010年（平成22年）12月24日の理事会において、11代宮城野に対して師匠の交代（15代熊ヶ谷と年寄名跡交換）を勧告した。11代宮城野は勧告を受け入れ、12月27日に15代熊ヶ谷が12代宮城野として再び師匠に就任し、11代宮城野は入れ違いに16代熊ヶ谷を襲名して部屋付き親方となった。2012年（平成24年）9月場所には大喜鵬（のち山口）が新十両へ昇進し、12代が師匠に再就任して以降では初となる関取が誕生した。
2015年（平成27年）9月10日、部屋の耐震構造上の問題を理由として墨田区緑から同区八広へと新たに移転した。
2015年（平成27年）9月2日、16代熊ヶ谷が自身の付き人を務める男性を金属バットで殴打して全治約2週間の怪我を負わせたとする傷害容疑で警視庁に逮捕され、同年10月1日には協会からの解雇処分を受けた。
2016年（平成28年）12月13日には、12代と初土俵が同期だった13代高島（元関脇・髙望山）が追手風部屋より転属して部屋付き親方になり、2020年（令和2年）7月13日には、15代中川の懲戒処分により閉鎖された中川部屋から力士1人と世話人の白法山が転籍した。
2022年（令和4年）7月28日付で、12代宮城野が同年8月20日限りで定年になるのに伴い、21代間垣（元横綱・白鵬）が12代宮城野と名跡を交換する形で13代宮城野を襲名し、部屋を継承した。また13代高島が伊勢ノ海部屋へ、行司の12代式守勘太夫が朝日山部屋へ転籍した。
2022年（令和4年）8月、所属力士数増加により部屋施設が手狭になったため、墨田区八広から同区東駒形の旧東関部屋に仮住まいという形で移転した。こうした経緯から、同施設には元関脇・高見山大五郎（渡辺大五郎。12代東関親方）の自宅もある。

## 不祥事発生による宮城野部屋の処遇問題
2024年（令和6年）1月、幕内北青鵬の後輩力士に対する暴力行為について日本相撲協会に通報があり、協会のコンプライアンス委員会による当事者への聴取など調査が行われた。2月中旬にメディアでの記事となって事実が明るみとなり、2月23日に協会は臨時理事会を開き、関係者の懲戒処分を審議した結果、北青鵬については「引退勧告相当」としたうえで理事会前に提出されていた引退届を受理した。また、師匠の13代宮城野は北青鵬に対する監督責任に加え「暴行を把握しながら協会のコンプライアンスの担当理事への報告を怠った」上、「協会の調査に部外者を関与させるなどして妨害した」事が加味され、「2階級降格（委員→平年寄）」と「報酬減額20%3か月」の懲戒処分とすることを決定した。さらに協会は「宮城野については、師匠としての素養、自覚が大きく欠如していることが理事会で確認された」として、2024年3月場所中は伊勢ヶ濱一門内で師匠代行を任命することを決定。同年4月以降も「師匠・親方としての指導・教育を行う」ため、宮城野部屋を期限を定めずに伊勢ヶ濱一門預かりにする方向で検討が進められることになり、事実上13代宮城野の部屋における運営・指導権が剥奪されることとなった。なお、3月場所中の師匠代行には伊勢ヶ濱一門から大島部屋付きの18代玉垣（元小結・智ノ花）が派遣されることとなった。
3月場所前後の一連の報道によれば、3月場所後の宮城野部屋の消滅は避けられない情勢となっており、伊勢ヶ濱一門の会合では、所属力士、宮城野親方、部屋付きの間垣親方（元前頭・石浦）がそれぞれ異なる部屋に所属する案が検討されていたが、その当初の宮城野部屋の処遇案は協会側から差し戻され、その上で伊勢ヶ濱一門は宮城野部屋の処遇案を再検討し、師弟を同じ部屋に移籍させる内容に改めたとしている。3月14日の報道によれば、移籍先の候補には大島部屋や浅香山部屋などが検討されていたが、3月25日の報道では、移籍先は伊勢ヶ濱部屋を軸に検討されるようになった。同年3月28日、受け入れ先は伊勢ヶ濱部屋に正式に決定。伊勢ヶ濱一門預かりとなる期間は同年4月から無期限となり、毎場所ごとに日本相撲協会の執行部が伊勢ヶ濱一門の9代伊勢ヶ濱（元横綱・旭富士）と15代浅香山（元大関・魁皇）から報告を受けることになった。
その後、宮城野部屋一同は伊勢ヶ濱部屋で1年が経過、伊勢ヶ濱部屋では9代伊勢ヶ濱が2025年7月に停年を迎えるため、そのタイミングでの部屋再興が有力視されていたが、その間、部屋再興の話が理事会に上がらず、閉鎖処分の解除期間も見通しが経っていなかった。
そして、6月2日、13代宮城野が6月9日付で相撲協会を退職することが報道され、9日に正式に退職した。　
退職理由として、部屋閉鎖の際に力士たちは大島部屋への転籍を望んでいだが、師匠がモンゴル出身（旭天鵬勝）のため受け入れられず、さらに安治川部屋は2022年1月創設で比較的新しく新米部屋はダメとなり伊勢ヶ濱部屋へ転籍した経緯があった。その中で、伊勢ヶ濱部屋が照ノ富士親方に継承されるのが決定しており、「モンゴル出身親方の部屋はダメ」、「新米親方の部屋はダメ」と当初の話からズレが発生しており、八角理事長からは7月以降は預かり先を浅香山部屋に変更し、準備期間も踏まえ、預かりの解除を11月場所後とすることを検討するようにと指示を出したとしていたが、確実な話では無かったことが要因となっている。また、前述の大島部屋への転籍が認められなかったため9人が現役を引退したことも語られた。
今後、旧宮城野部屋所属者は、伊勢ヶ濱部屋預かりを継続、今後、宮城野部屋力士らの指導育成を望む年寄が協会に申し出た場合、その是非や形態について、その時の状況やその時の伊勢ケ浜部屋師匠の考え等を総合的に考慮し、理事会で審議して再興を認めるとしており、9代伊勢ヶ濱から名跡変更をした14代宮城野も「旧宮城野部屋の力士の中から名跡を継げる者が出てきたら、その人に名跡を譲渡して、いずれその力士が宮城野部屋を復興させていけるように、私も力を尽くしたい」と話している。

## 新型コロナウイルス感染による休場

### 2021年1月場所
2021年（令和3年）1月5日、日本相撲協会は宮城野部屋所属の横綱・白鵬が新型コロナウイルスに感染したことを発表した。4日に嗅覚異常があったことから医療機関にて受診。PCR検査で5日朝に陽性が判明し、保健所の指示に従って入院。協会への申告では「家族とトレーナー・付け人にしか会っていない」と話したという。相撲協会は5日に師匠の宮城野・宮城野部屋所属力士・部屋関係者らのPCR検査を行ったが、検査結果は白鵬以外の全員が陰性であった。しかし感染者の濃厚接触者に該当する可能性があることから、宮城野部屋の力士全員と12代宮城野・行司1人・床山1人は同年1月場所を休場することになった。
5日に入院した白鵬は嗅覚異常等の症状消失に伴い13日に退院した。

### 2021年9月場所
2021年（令和3年）9月1日、所属の十両・北青鵬が風邪の症状を訴え、PCR検査で新型コロナウイルスに感染したことが判明した。部屋所属力士全員の検査を行い、北青鵬以外全員陰性であったが、複数人の力士が体調不良を訴えた。同月5日、協会員全員に対するPCR検査により幕下以下の力士1人の感染が判明し、宮城野部屋は9月場所は全休措置となることが発表された。なお、13代高島・行司1人・呼び出し1人は部屋に出入りしていなかったため、出場した。

## 最終所在地
- 東京都墨田区東駒形4-6-4
- 都営浅草線本所吾妻橋駅徒歩3分[23]

## 師匠
- 8代：宮城野潤之輔（みやぎの じゅんのすけ、43代横綱・吉葉山、北海道）
- 9代：宮城野泰孝（みやぎの やすたか、小結・廣川、神奈川）
- 10代：宮城野泰孝[注釈 5]（みやぎの やすたか、前13・竹葉山、福岡）
- 11代：宮城野正浩[注釈 6]（みやぎの ただひろ、十2・金親、神奈川）
- 12代：宮城野誠志（みやぎの せいじ、前13・竹葉山、福岡）[注釈 7]
- 13代：宮城野翔（みやぎの しょう、69代横綱・白鵬、モンゴル）
- 師匠代行：玉垣伸哉（たまがき しんや、小結・智ノ花、熊本）※13代の処分により、2024年2月28日より3月場所終了まで大島部屋より派遣[24]。

## 力士
8代継承以降（※は高島部屋から移籍、太字は伊勢ヶ濱部屋へ移籍）

### 横綱
- 白鵬翔（69代・モンゴル）10代、11代、12代弟子

### 関脇
- ※明武谷力伸（北海道）8代弟子
- 陸奥嵐幸雄（青森）8代弟子

### 小結
- ※廣川泰三（神奈川）8代弟子

### 前頭
- ※宇多川勝太郎（前3・東京）8代弟子
- 大雪嶺登（前3・北海道）8代弟子
- 港龍安啓（前4・徳島）8代、9代弟子
- 炎鵬友哉（前4・石川）12代、13代弟子
- 石浦鹿介（前5・鳥取）12代、13代弟子
- 若吉葉重幸（前6・北海道）8代弟子
- 北青鵬治（前6・北海道）12代、13代弟子
- ※大心昇（前8・北海道）8代弟子
- 龍皇昇（前8・モンゴル）10代、11代、12代弟子
- 光法賢一（前9・鹿児島）9代、10代、11代弟子
- 伯桜鵬哲也（前9・鳥取）13代弟子
- 嵐山次郎（前12・岐阜）8代弟子
- 竹葉山真邦（前13・福岡）8代、9代弟子
- 大喜鵬将大（前16・福岡）12代弟子

### 十両
- 松山佳弘（十1・東京）8代、9代弟子
- 若隼人幸治（十3・鹿児島）9代、10代弟子
- 葉山健治（十10・神奈川）8代弟子 ※入門当時は吉葉山相撲道場
- 貴羽山善之（十10・広島）8代、9代弟子
- 天照鵬真豪（十10・三重）12代、13代弟子
- 力駒雄偉（十11・北海道）8代弟子
- 剣岳寛（十11・徳島）9代、10代弟子
- ※四季の花範雄（十13・青森）8代弟子
- 輝鵬智貴（十13・熊本）13代弟子

## 旧・宮城野部屋
もともとは明治時代に創設された部屋で、大正時代には横綱・鳳を育てた。1916年（大正5年）5月、鳳が二枚鑑札で7代宮城野を襲名。1920年（大正9年）5月場所限りで現役を引退、年寄専任となって宮城野部屋を継承し幕内・古賀ノ浦などを育てたものの、1956年（昭和31年）11月に逝去したために部屋は閉鎖された。この時在籍していた7代の娘婿である幕内・福ノ里は高嶋部屋へ移籍した。